# Jozo Balović
Jozo Balović (r. 1731.), lokalni dužnosnik iz Perasta i diplomat.

## Životopis
Rođen u hrvatskoj patricijskoj obitelji iz Perasta Balovićima. Bio je triput kapetan grada Perasta. U Tripoliju je bio konzul 1746. godine. Brat je Matije Balovića koji je stekao plemićki naslov konta i kavalira. Sin je Krsta, višestrukog kapetana Perasta, općinskog zastupnika i istaknutog pomorskog ratnika.